# St-Florent-St-Honoré (Til-Châtel)

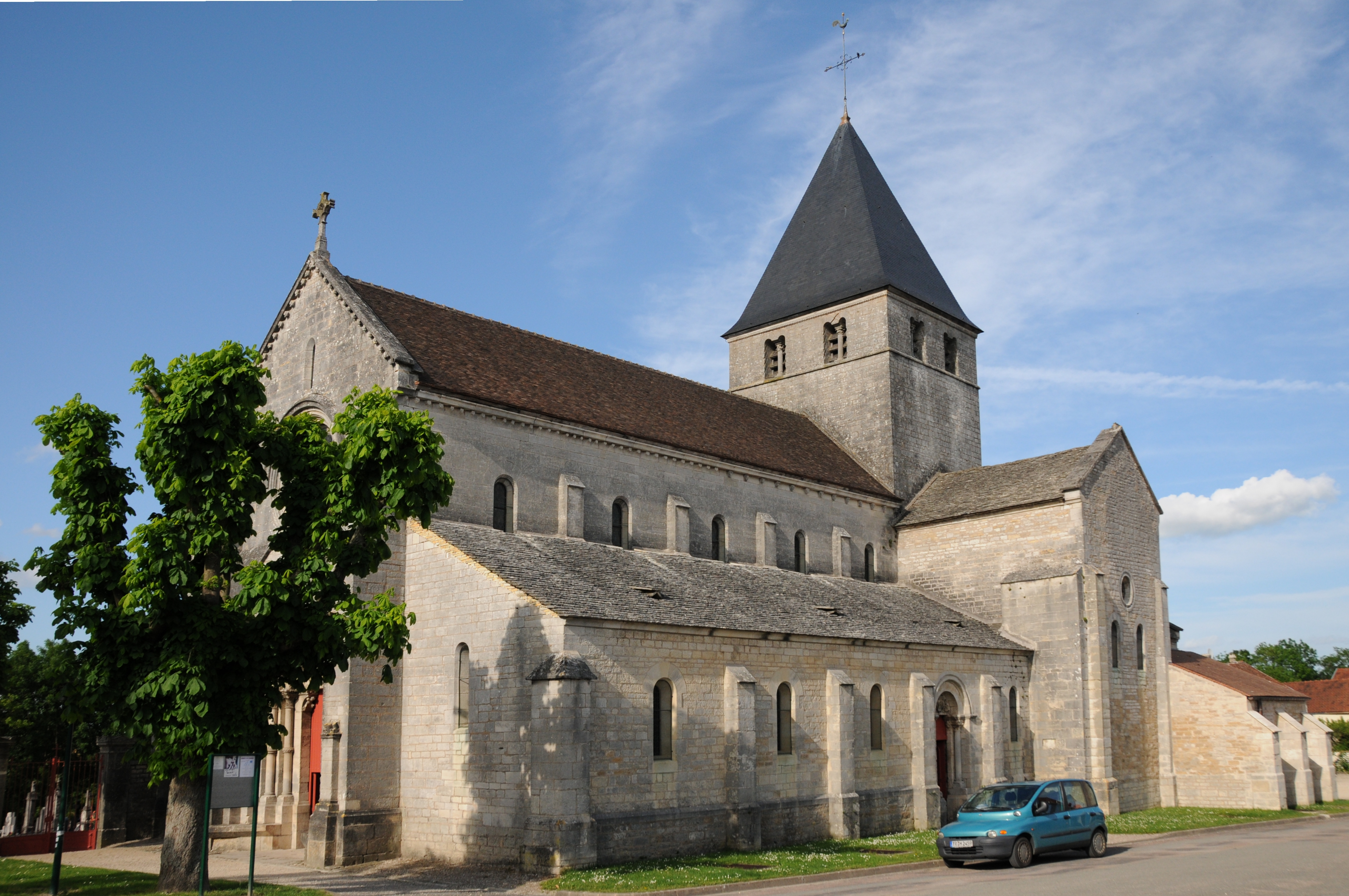
Außenansicht von Südwesten

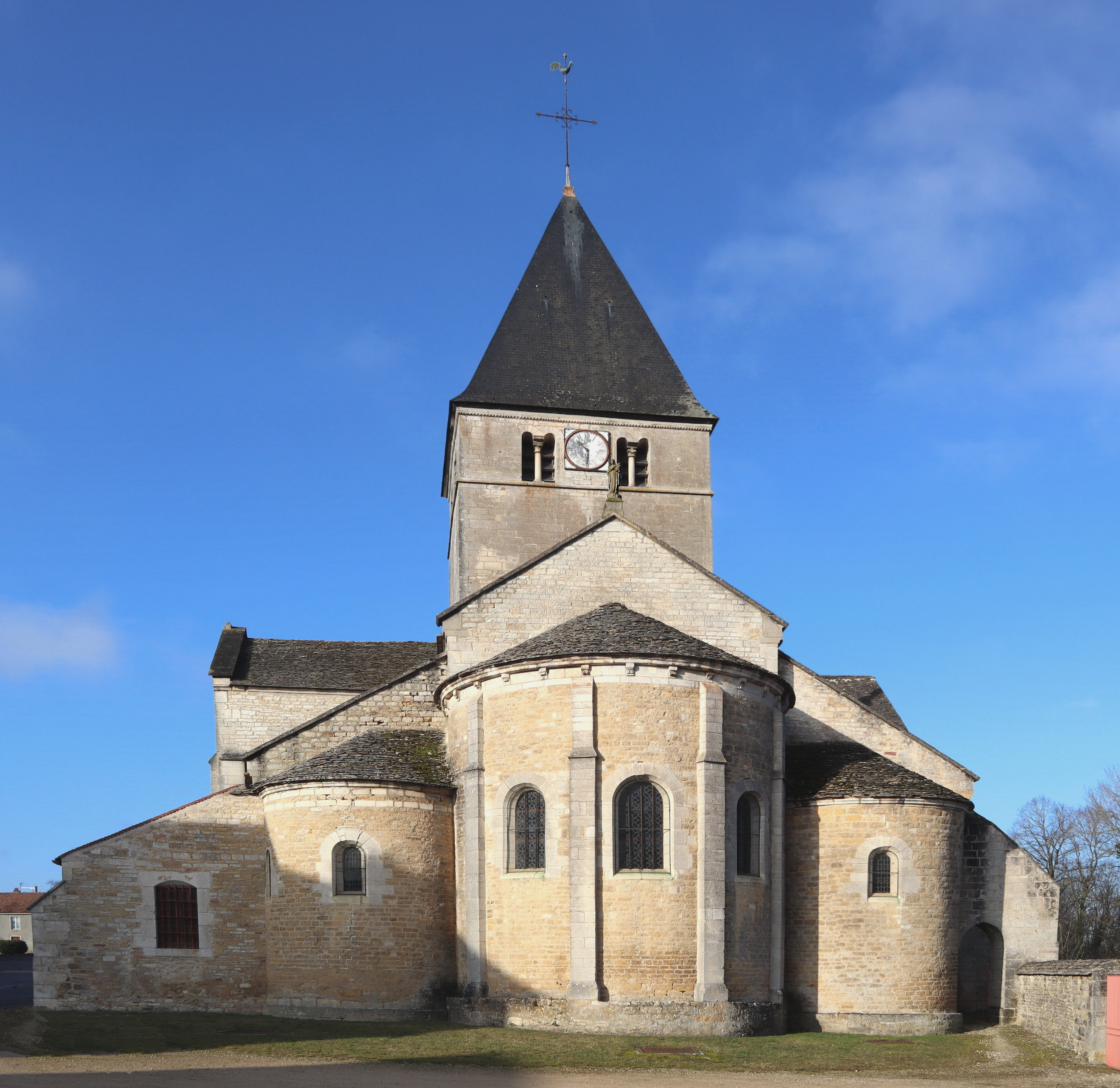
Ansicht Ost

Die den Heiligen St. Florent und St. Honoré geweihte romanisch-frühgotische Kirche aus dem 12. Jahrhundert ist die katholische Pfarrkirche der Gemeinde Til-Châtel im Département Côte-d’Or in der Region Bourgogne-Franche-Comté. Die Kirche liegt im oberen (westlichen) Ortsteil an einer Parallelstraße zur Durchgangsstraße Richtung Is-sur-Tille.

## Geschichte
Berühmt geworden als eine der Hauptstädte der Lingoonen war Til-Châtel im Römerreich einer der militärischen Stützpunkte auf der von Agrippa erbauten Straße von Chalon-sur-Saône nach Langres.
In diesem Gebiet, dem geographischen Scheideweg Europas, hat Til-Châtel über fünf Jahrhunderte lang den Einfall der Barbaren erlebt, angefangen bei Attilas Hunnen bis zu den Ungarn im Jahre 937. Im Mittelalter hat sich der Feudalismus herausgebildet und mit ihm sind das Schloss und die Kirche als Säulen dieser Gesellschaft entstanden. Von dieser Epoche an bekleideten die Herren von Til-Châtel einen Rang, der gleich hinter den Herzögen von Burgund zwischen Dijon und Langres kam. Im Jahre 1116 fand in Til-Châtel eine Synode im Freien statt (Val d'Ogne), dessen Vorsitzender Guy, Erzbischof von Vienne war. Er wurde im Jahre 1119 zum Papst ernannt (Calixt II.). Der heilige Bernhard hat ihm assistiert.
Die Historiker berichten zum ersten Mal über die Kirche von Til-Châtel, indem sie sich auf einen Akt der Schenkung eines Monseigneur Betto, Bischof von Langres, an die Mönche von St. Etienne in Dijon im Jahre 801 beziehen. Nach 1033 wurde ein Domherrenkapitel unter der Führung eines Priors eingerichtet. Die Ruinen dieses Gebäudes waren im Norden des Querschiffes gelegen. Sie wurden im Jahr 1971 abgerissen.
Nach der Legende ist der christliche Statthalter Saint Florent von barbarischen Vandalen um 407–408 gemartert worden. Sie wollten ihn zwingen, Götzenbilder anzubeten. Da er dies verweigerte, sei er an Räder gebunden und bis zur Brücke geschleift worden, die über die Tille führt. Dann sei er mit einer Pflugschar über dem Brunnenrand enthauptet worden. Steine der Brücke wurden zum Bau des heutigen Altares verwendet.
Die Kirche wird seit dem 19. Jahrhundert als Denkmal betrachtet. Sie wurde im 12. Jahrhundert erbaut, wichtige Reparaturen sind im 13. Jahrhundert durchgeführt worden, und im Jahr 1620 wurde eine Inschrift über dem Hauptportal angebracht, die lautet: „Cette eglise a ete rehaussee – 1620“ (Diese Kirche ist im Jahre 1620 vergrößert worden).

## Kirchenpatrone
Die Kirche ist dem heiligen Florent und dem heiligen Honoré geweiht. Der Bau in seiner heutigen Form geht auf Papst Kalixt II. zurück. Die Kirche wurde im Jahr 1495 eingeweiht.
Auch der zweite Kirchenpatron, Saint Honoré ist Gegenstand der Legende. Während der Erdarbeiten auf dem Friedhof des Klosters soll ein Arbeiter einen Oberschenkelknochen aus einem Sarg entwendet und sich unangebracht verhalten haben. Darauthin wurde sein Arm gelähmt. Der Bischof von Langres hat beschlossen, den Sarg mit den Gebeinen in der Kirche aufstellen lassen und während der Überführung hat ein Kind gerufen „O Sancte Honorate“, was dann zu Saint Honoré geworden ist. Der Arbeiter wurde von seiner Lähmung geheilt und um den neuen Heiligen rankt sich seither der Wunderglaube. Die Reliquienschreine sind Ausdruck dieser Ereignisse.

## Architektur
Der Stil ist romanisch, der Grundriss stellt ein Kreuz dar, dessen Spitze nach Westen ausgerichtet ist. Die Achse des Gesamtkomplexes ist leicht nach Südwesten geneigt. Der Chor und die Seitenkapellen sind abgerundet. Das Gewölbe über der Apsis und den Nebenapsiden ist ein Halbkuppelgewölbe.
Die Kirche öffnet sich nach Westen durch ein sehr schönes Portal: am Taufbecken wird Christus in seiner Majestät dargestellt, umgeben von den Symbolen der vier Evangelisten. Die Wölbungen sind getrennt durch Kordeln aus behauenem Stein, die herabfallen auf die runden Säulen, von denen die bemerkenswerteste den Stamm einer Palme darstellt. Die Seitentür im Süden ist der des Hauptportals ähnlich. Der viereckige Kirchturm birgt zwei Glocken, die 1763 und 1820 gegossen worden sind. Am Hauptschiff ziehen sich Säulen entlang mit reich verzierten Kapitellen (Bärenklaublätter, Palmetten, fantastische Tierwesen und Personen).

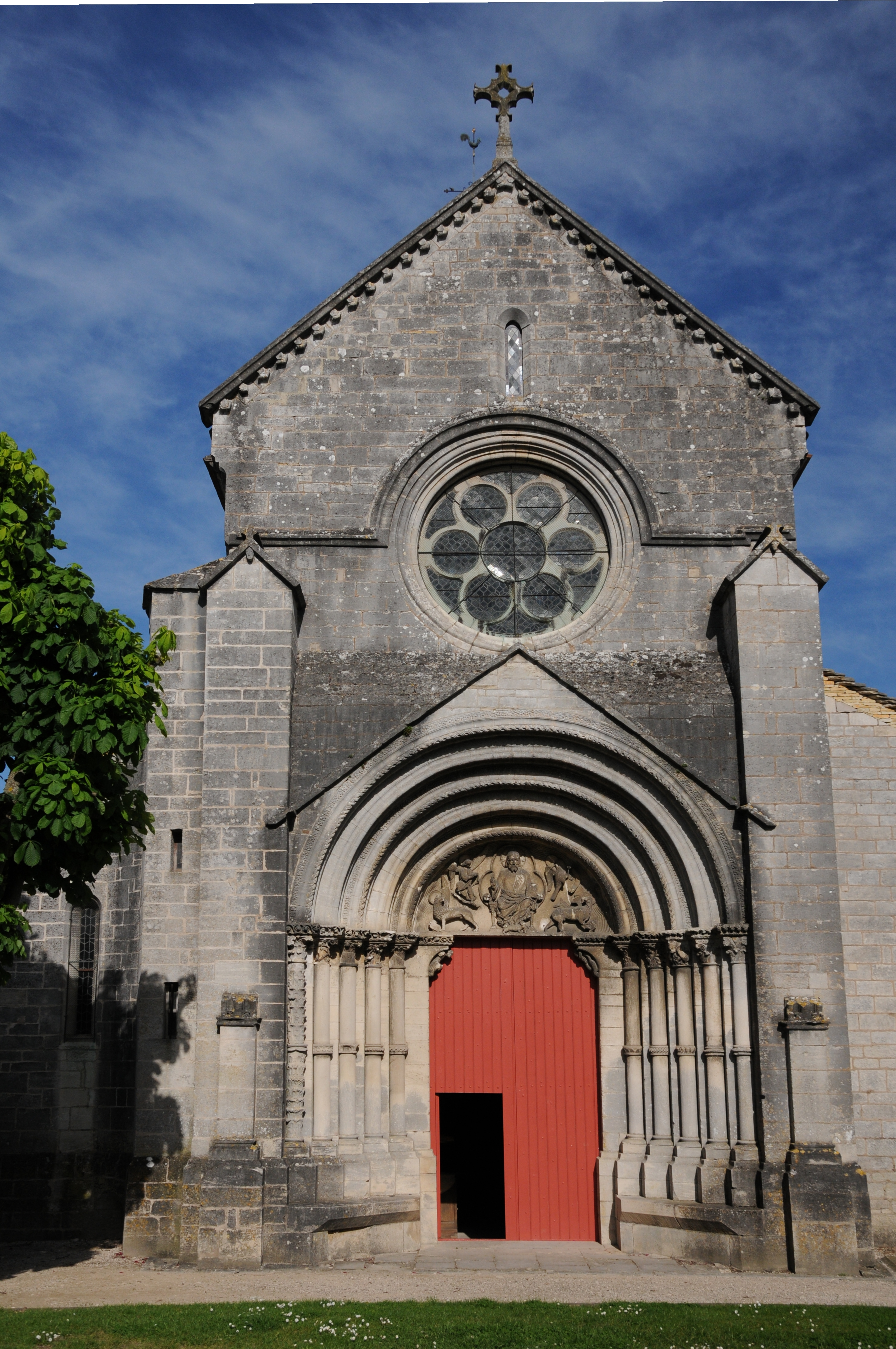
Portal (Westseite)
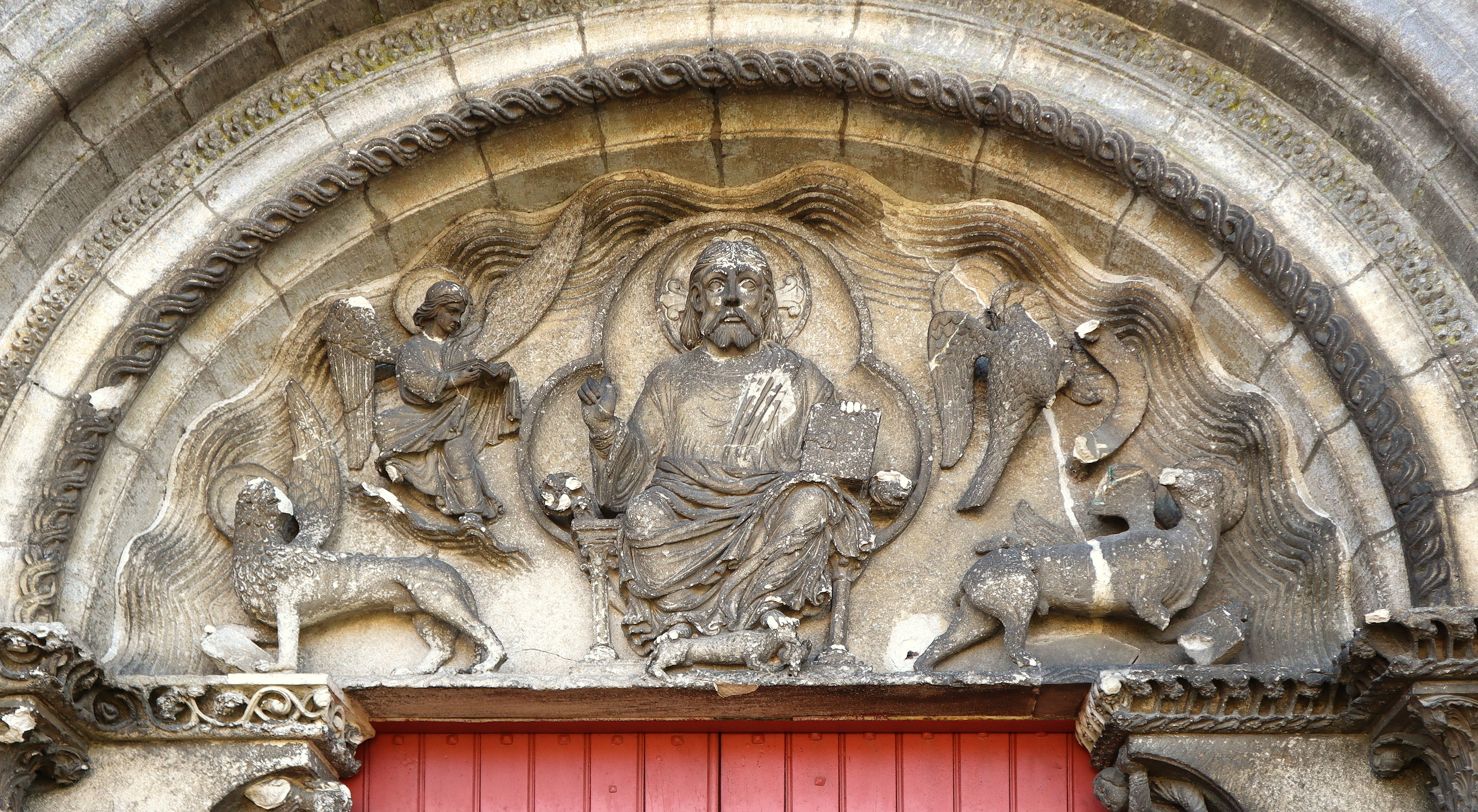
Tympanon
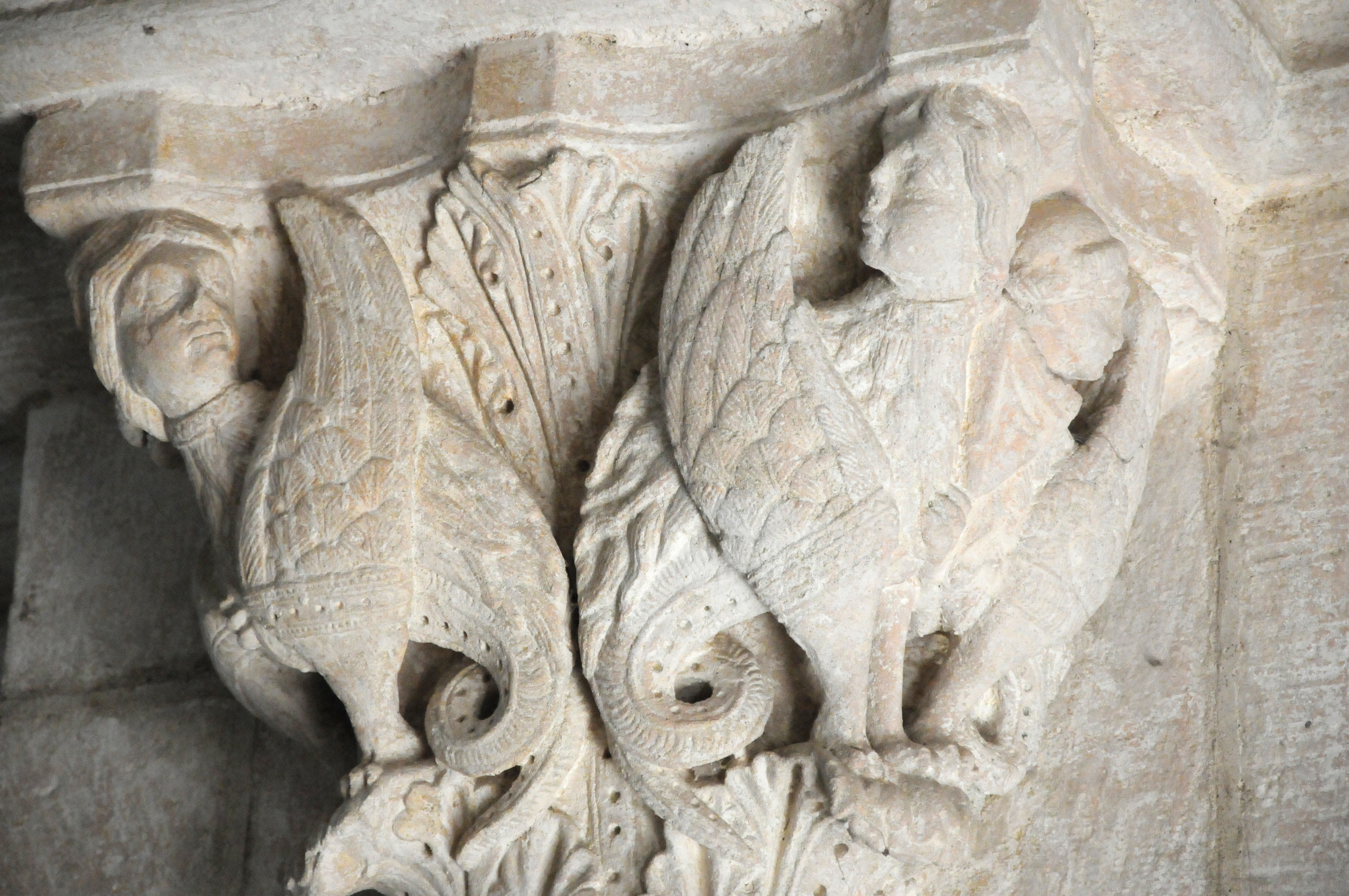
Kapitell
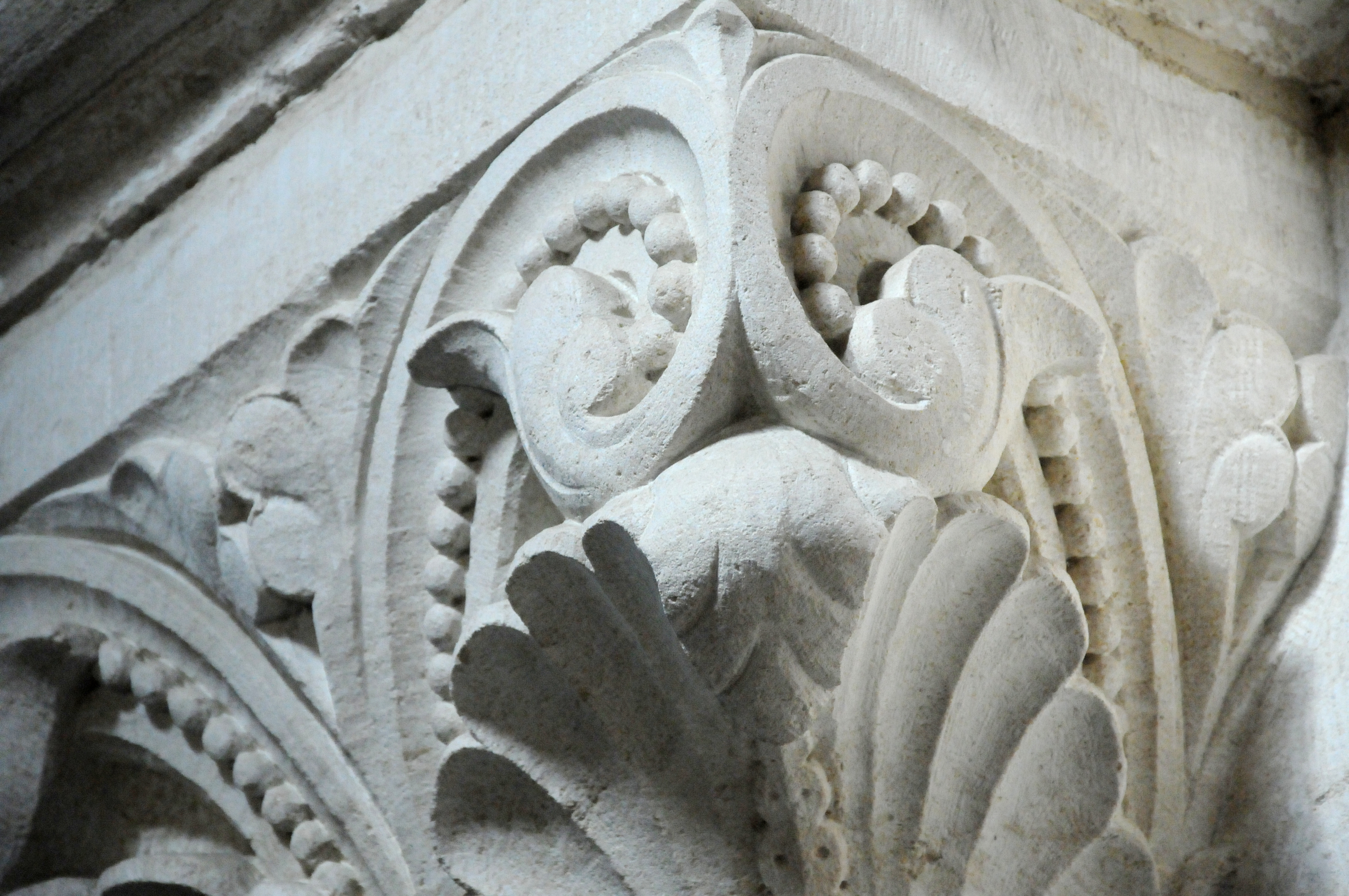
Kapitell
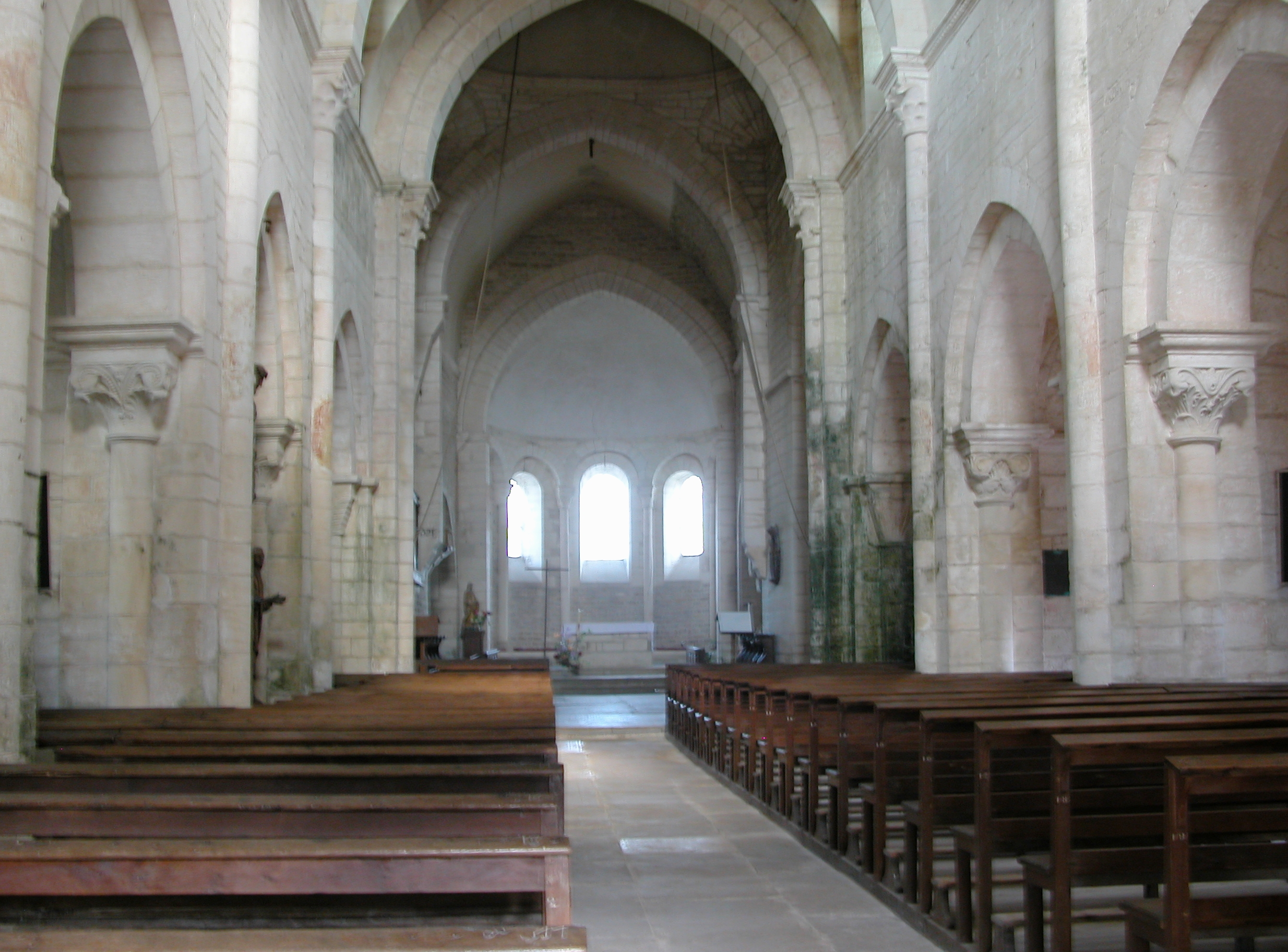
Hauptschiff: Innenansicht in Richtung Chor
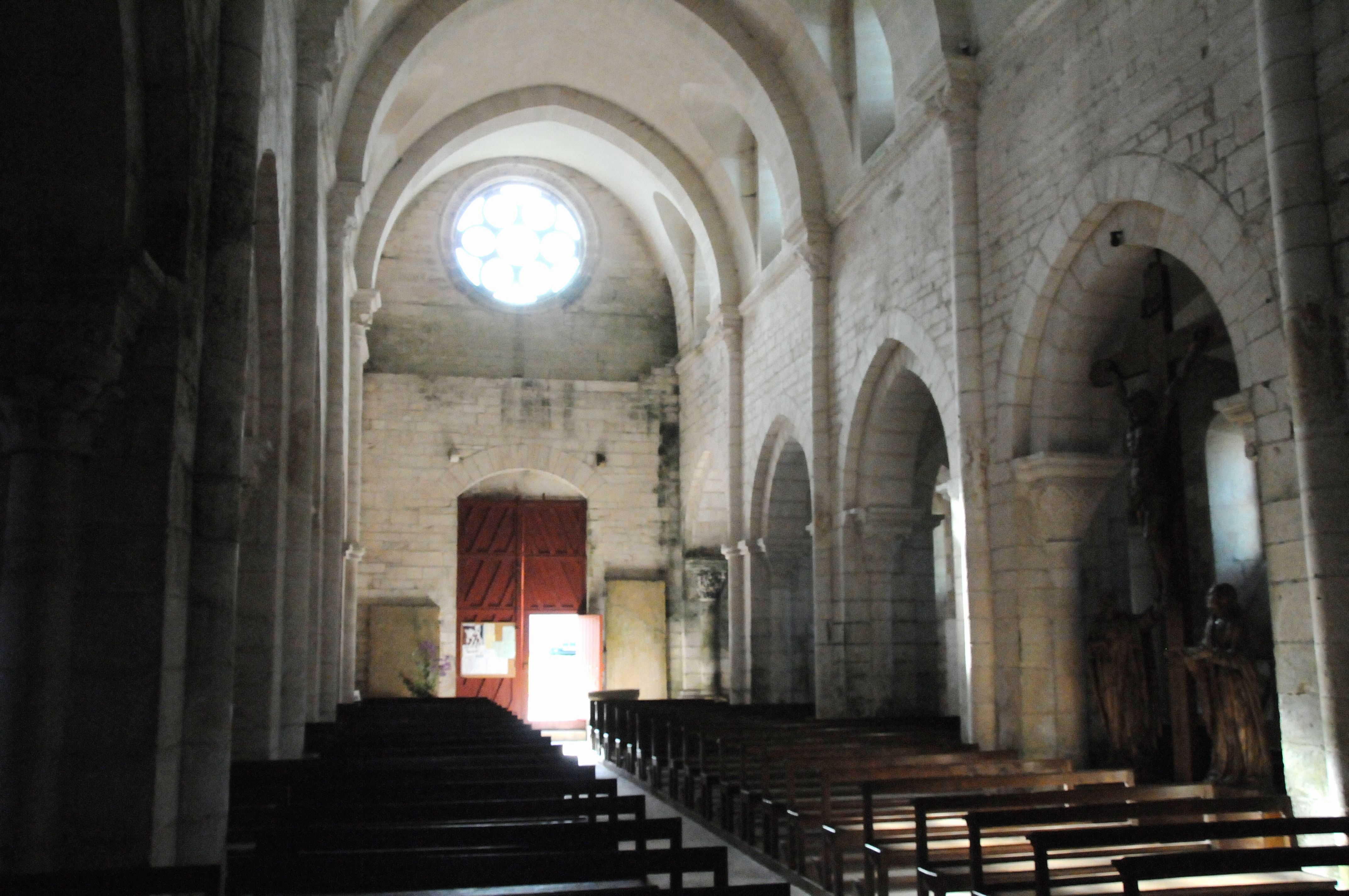
Hauptschiff: Innenansicht in Richtung Westen

## Ausstattung
Auf der linken Seite befindet sich zwischen zwei Säulen gelegen ein Kreuzgang. Die Figuren sind aus Holz geschnitzt und stammen aus einer italienischen Schule (17. Jahrhundert).
Am Eingang zum Chor befindet sich auf der linken Seite ein Triptychon aus Holz, das von Jean Morelot und seiner Frau anlässlich ihrer Hochzeit im Jahre 1610 gestiftet wurde. Im Zentrum Christus, zur Rechten der Spender und sein Patron, zur Linken die Spenderin und der heilige Yves. Ihre Devise: „Un seul sentier West cloz à la vertu“ (Nur ein einziger Weg führt zum Heil).
Nach dem vergoldeten Schrein des heiligen Florent, der auf einem steinernen Absatz steht, finden wir im Herzen des Chors den Steinaltar, der ursprünglich nur als Podest für einen Altar aus Holz gedacht war, das Werk eines Langres Einwohner Kunstschreiners und Steinmetzen aus dem Jahre 1790. Zurzeit befindet sich der Altar im Museum für sakrale Kunst in Dijon.
Im südlichen Seitenschiff ein Taufbecken aus dem 9. Jahrhundert und der Altar des Saint Honore auf einem Sarkophag. Davor steht ein Schrein aus dem 16. Jahrhundert aus bemaltem Holz (10). Man findet hier auch die alte abgebaute Kanzel, die im Oktober 1726 angebracht worden war. Weiter hinten, links ein verhöhnter Christus aus Holz aus dem 12. Jahrhundert. Verblasste Fresken aus dem 15. Jahrhundert sind noch an einer Seite des Altars vom Heiligen Sakrament, am Hauptaltar, am Querschiff und auf einigen Säulen zu sehen.
Viele Grabsteine der Herren von Til-Châtel und anderer Leute, die dieses Land aufgebaut haben, wie Priester, Junker, Räte, Vögte, sind den Mauern entlang aufgestellt oder ebenerdig angelegt und von Pflanzen überwachsen.